# Marco Warren
Pour les articles homonymes, voir Warren.
Marco Warren, né le 13 décembre 1993 à Warwick et mort le 14 mai 2023 au King Edward VII Memorial Hospital de Paget, des suites d'un accident de la route lié à un délit de fuite, est un footballeur international bermudien jouant au poste de milieu offensif.

## Biographie

### En sélection
En juin 2019, il est retenu par le sélectionneur Kyle Lightbourne afin de participer à la Gold Cup organisée aux États-Unis, en Jamaïque et au Costa Rica.